# Мелло
Ме́лло (итал. Mello) — коммуна в Италии, в провинции Сондрио области Ломбардия.
Население составляет 1001 человек (2011 г.), плотность населения составляет 90 чел./км². Занимает площадь 11 км². Почтовый индекс — 23010. Телефонный код — 0342.
Покровителем коммуны почитается святой Фиделий, празднование 28 октября.

## Демография
Динамика населения: